# Elías León Siminiani
Elías León Siminiani (Santander, Cantàbria, 1971), també conegut com a León Siminiani, és un guionista, director i productor de cinema espanyol. Ha participat i investigat diversos formats i gèneres, aconseguint el premi al Millor Drama als Premis Emmy 2002, el Premi del Públic Versión Española pel seu curt Dos más i al millor curt a Europa Cinema 2007 per Ludoterapia, entre altres guardons. En televisió va participar en sèries com El síndrome de Ulises (Antena 3), Cambio de clase (Disney Channel (Espanya)) o Córtate (Cuatro). En 2013 va estrenar Mapa, el seu primer llargmetratge. És germà de Mona León Siminiani.

## Trajectòria
León Siminiani va estudiar Filologia Hispànica a Múrcia i cinema a la Universitat de Colúmbia (Nova York), a la qual va acudir després de rebre una beca Fulbright. Com a curtmetratgista ha estat reconegut amb premis com el del XII Concurs de Curtmetratges Versión Española-SGAE per Límites, 2ªPersona, o el Premi del Jurat, Millor Guió i Premi del Público (Columbia University 2003), així com els ja esmentats anteriorment, entre d'altres. Així mateix, les quatre primers lliuraments de la seva sèrie de microdocumentals Conceptos Clave del Mundo Moderno (La Oficina, El permiso, Digital i El tránsito) s'han alçat amb més de 50 guardons internacionals. Entre les nominacions, pot destacar-se la del seu curt El Premio als Premis Goya. També va rebre el Premi Nueva Ola 2012 del Festival de Cinema Corto y Creo de Santander. La seva trajectòria en el llargmetratge comença en 2012 amb Mapa (produïda per AVALON, Pantalla Partida, amb Daniel Sánchez Arévalo com a productor associat), que va rebre els premis, al Millor Documental Europeu en el Festival de Cinema Europeu de Sevilla 2012 i Millor Opera Prima en el Festival REC de Tarragona 2012. El 2018 fou nominat al Goya al millor documental per Apuntes para una película de atracos que va guanyarel Premi Feroz al millor documental el 2019.

## Filmografia

### Director
- Dos más (2001)
- Archipiélago (2003)
- La Oficina (Conceptos Clave Del Mundo Moderno #1)
- El Permiso (Conceptos Clave #2)
- Digital (Conceptos Clave #3)
- El Tránsito (Conceptos Clave #4) (2009)
- Córta-t (2005) (2 episodis)
- Zoom (2005)
- Cambio de clase (2006)
- Ludoterapia (2006)
- El síndrome de Ulises (2007)
- Límites: 1ª Persona (2009)
- El Premio (2011)
- Mapa (2012)
- Apuntes para una película de atracos (2018)

### Guionista
- Archipiélago (2003)
- Conceptos Clave del Mundo Moderno
- Zoom (2005)
- Ludoterapia (2006)
- El Premio (2011)
- Mapa (2012)

### Productor
- Brownsville Black and White (2000)
- Archipiélago (2003)
- Tales of Canaan: A Story of Bushwick (2004)
- El Premio (2011)
- Mapa (2012)